# Sphaenorhynchus carneus
Sphaenorhynchus carneus é uma espécie de anfíbio da família Hylidae. Pode ser encontrada no Brasil, Peru, Equador e Colômbia.